# Гиниятов, Адель Ильдарович
Романов Адель Ильдарович — (род. 22 января 1996 года) — российский ватерполист,нападающий Санкт-Петербург  «Балтика» и сборной России. Мастера спорта.

## Карьера
Воспитанник казанской школы водного поло.
—"Штурм-2002" МО является первым профессиональным клубом , где начал играть после детской спортивной школы , время  пребывания в команде с 2013-2016 гг.
—2016-2017 г. подписал контракт с Московским “Динамо (спортивное общество)" . Стал бронзовым призёром ЧР и кубка России.
— 2017-2020г. играл в команде Синтез (ватерпольный клуб)" Казань . 2017-2018г. стал бронзовым призёром ЧР и бронзовым призёром кубка России. С 2018-2019г. Стал бронзовым призёром ЧР и серебренная медаль кубка России. С 2019-2020г. Завоевали золотую медаль ЧР.
Привлекается в состав сборной России. Выступая на XXVIII Летней Универсиаде 2015 года” в Кванджу.
Романов Адель - является Бронзовым призером Первенства мира среди юниоров 2014.
Обладатель суперкубка «адмирала Фёдора Ушакова» 2018г.
```
2
 июля, в 
Кванджу
 (
Южная Корея
) на XXVIII Всемирной летней Универсиаде 
мужская сборная России по водному поло
 в лидировала в поединке  с  командой Китая со счетом 14:7.
```

Цитата: «Первая игра на любом турнире всегда дается тяжело, - признался Адель Гиниятов. - Было волнение, ближе к концу стали «забиваться» руки – это, в свою очередь, сказалось на качестве нашей игры во второй половине матча. Хорошо, что в самом начале сделали неплохой задел. Уверен, что у следующим матчам мы начнем раскручиваться – и все уже пойдет нормально. Сейчас мы готовимся к очень важному для нас следующему матчу в подгруппе против Сербии. Он пройдет 4 июля».
— http://www.team-russia2016.ru/article/7277.html